# Grumman F-14 Tomcat
Grumman F-14 Tomcat (tudi F-14 Tomcat, Tomcat, dobesedno Mačkon) je dvosedežni palubni lovec prestreznik, ki je bil namenjen delovanju z letalonosilk in je tako izvajal zračno obrambo flote. F-14 je bil razvit za program VFX, po neuspešnem programu F-111B. F-14 je prvič poletel decembra 1970, v uporabo je vstopil štiri leta kasneje na jedrski letalonosilki Enterprise (CVN-65). Ameriške letalske sile so zlasti zaradi visokih vzdrževalnih stroškov zadnje letalo upokojile leta 2006. Letalo je še vedno v uporabi pri Iranskih letalskih silah, vendar je številčno stanje flote vprašljivo zaradi pomanjkanja rezervnih delov kot posledice ameriškega embarga.
F-14 je bil za F-111B najtežji ameriški palubni lovec. V osnovni oborožitveni konfiguraciji je bil opremljen z vgrajenim šestcevnim  20 mm M61 Vulcan  Gatlingovim topom ter izstrelki raketami zrak-zrak dolgega dosega AIM-54 Phoenix, se je pa uporabljal tudi kot lovski bombnik. Največji bombni tovor je bil 6.600 kilogramov. 

## Različice
- YF-14A - predizdelavna različica
- F-14A - izvirna različica
- F-14A/TARPS - izvidniška različica
- F-14B
- F-14C
- F-14D(R) - posodobljena različica F-14A

## Specifikacije
Podatki iz U.S. Navy file, Spick, M.A.T.S.
Splošne karakteristike
- Posadka: 2 (pilot in radarski operater)
- Dolžina: 62 ft 9 in (19,1 m)
- Razpon kril: 

  - Razprta: 64 ft (19,55 m)
  - Skrčena: 38 ft (11,58 m)
- Višina: 16 ft (4,88 m)
- Površina kril: 565 ft² (54,5 m²)
- Teža praznega letala: 43735 lb (19838 kg)
- Naložena teža: 61000 lb (27700 kg)
- Maks. vzletna teža: 74350 lb (33720 kg)
- Pogon letala: 2 × General Electric F110-GE-400 turboventilatorski reaktivni motor z dodatnim izgorevanjem
  - Potisk motorjev (suh): 13810 lbf (61.4 kN)  vsak
  - Potisk motorjev z dodatnim zgorevanjem: 27800 lbf (123,7 kN) vsak
- Največji tovor goriva: 16200 lb notranji rezervoarji; 20000 lb z 2 x 267 galonskimi zunanjimi rezervoarji

 Zmogljivost 
- Maks. hitrost: Mach 2,34 (1544 mph, 2485 km/h) na večjih višinah
- Bojni radij: 500 nmi (575 milj, 926 km)
- Največji doseg: 1600 nmi (1840 milj, 2960 km)
- Višina leta: 50000+ ft (15200 m)
- Hitrost vzpenjanja: >45000 ft/min (229 m/s)
- Obremenitev kril: 113,4 lb/ft² (553,9 kg/m²)
- Razmerje potisk/teža: 0,92Oborožitev

- Strelno orožje: 1× 20 mm M61A1 Vulcan 6-cevni Gatlingov top s 675 izstrelki
- Nosilci za orožje: 10 skupaj: 6× pod trupom, 2× pod nosilci in 2× krilnih nosilcih[3][N 1] s kapaciteto 14.500 lb (6.600 kg) tovora[4]
- Izstrelki: 

  - Air-to-air missiles: AIM-54 Phoenix, AIM-7 Sparrow, AIM-9 Sidewinder
- Kofiguracije oborožitev:
  - 2× AIM-9 + 6× AIM-54 (redko)
  - 2× AIM-9 + 2× AIM-54 + 3× AIM-7 (običajna oborožitev v času Hladne vojne)
  - 2× AIM-9 + 4× AIM-54 + 2× AIM-7
  - 2× AIM-9 + 6× AIM-7
  - 4× AIM-9 + 4× AIM-54
  - 4× AIM-9 + 4× AIM-7
- Bombe: 

  - JDAM precizne bombe
  - Paveway serija lasersko vodenih bomb
  - Mark 80 serija prostopadajočih bomb
  - Mk 20 Rockeye II kasetne bombe
- Others:
  - Tactical Airborne Reconnaissance Pod System (TARPS)
  - LANTIRN
  - 2× 267 US gal (1.010 L; 222 imp gal) odvrgljiva rezervoarja

Letalska elektronika

- Hughes AN/APG-71 radar
- AN/ASN-130 INS, IRST, TCS
- Remotely Operated Video Enhanced Receiver (ROVER) upgrade

## Letalo v medijih
- Top Gun (film)